# Gyvelkvæler
Gyvelkvæler (Orobanche) er en slægt af flerårige snylteplanter uden klorofyl. Herunder ses nogle af dens arter:

## Arter
- Røllikegyvelkvæler (Orobanche purpurea)
- Timiangyvelkvæler (Orobanche alba)
- Tidselgyvelkvæler (Orobanche reticulata)
- Kløvergyvelkvæler (Orobanche minor), Liden Gyvelkvæler
- Stor gyvelkvæler (Orobanche elatior), Knopurt-Gyvelkvæler
- Bittermælkgyvelkvæler (Orobanche picridis)